# Armada 2019
 (novembre 2022).
L'Armada de Rouen de 2019 est la septième édition de l'Armada de Rouen, se déroulant du 6 au 16 juin 2019 sur les quais de Seine à Rouen. Ce rassemblement maritime fête ses 30 ans d'existence.
Organisée habituellement tous les cinq ans sur les quais de la Seine au cœur de Rouen, l'Armada est un rassemblement de grands voiliers, bateaux et navires militaires. C'est un des plus importants événements du monde de la mer. Pour fêter les 30 ans de l'association, la septième édition a donc été reculée d'un an.
C'est l'occasion aussi de fêter le 75e anniversaire du débarquement de Normandie D-Day. Rouen sera le départ de la Liberty Tall Ships Regatta 2019  qui reliera le grand port maritime de Rouen au port de Scheveningen (La Haye) aux Pays-Bas.

## Bateaux inscrits à l'Armada
L'Hermione, lors d’une conférence de presse ce jeudi 20 septembre à Paris, a confirmé sa participation à l’Armada de Rouen, en présence de Patrick Herr, Président de l’Armada. Après une escale à Nantes, l’Hermione accostera dans différents ports normands : Ouistreham, Dieppe, Caudebec-en-Caux (Rives-en-Seine) et Cherbourg. Elle accostera le 7 juin à Rouen pour toute la durée de l’Armada. Sa venue est le fruit de longues négociations entamées depuis plus de six mois par l’Armada, afin de garantir la venue de ce navire d’exception pour la première fois à Rouen.

### Grands voiliers
| Pays        | Photo | Nom du bateau       | Typologie                     | Année de construction | Longueur | Maître-bau | Hauteur de mât | Surface de voilure | Précédentes participations           | Remarques                                                                    |
| ----------- | ----- | ------------------- | ----------------------------- | --------------------- | -------- | ---------- | -------------- | ------------------ | ------------------------------------ | ---------------------------------------------------------------------------- |
| Brésil      |       | Cisne Branco        | trois-mâts carré              | 1999                  | 76,00m   | 10,50m     | 46,00m         | 2 195m²            | 2003, 2008                           |                                                                              |
| Espagne     |       | Atyla               | goélette à hunier à deux-mâts | 1984                  | 31,30m   | 8,00m      | 22,00m         | 400m²              |                                      |                                                                              |
| Espagne     |       | El Galeón           | trois-mâts carré              | 1999                  | 51,00m   | 10,12m     |                | 590m²              | 2003, 2008                           | Réplique de galion espagnol du XVIe siècle                                   |
| États-Unis  |       | Eagle               | trois-mâts barque             | 1936                  | 80,70m   | 11,90m     |                | 2 065m²            |                                      | Ancien Horst Wessel réattribué aux Etats-Unis après la chute du régime nazi. |
| France      |       | Hermione            | trois-mâts carré              | 2014                  | 66,00m   | 11,24m     | 5              | 2 200m²            |                                      |                                                                              |
| France      |       | Belem               | trois-mâts barque             | 1896                  | 58,80m   | 8,80m      | 34,00m         | 1 200m²            | 1994, 1999, 2003 et 2013             |                                                                              |
| France      |       | Belle Poule         | goélette à hunier             | 1932                  | 37,50m   |            |                | 424m²              | 1989, 1994, 1999, 2003 et 2013       |                                                                              |
| France      |       | Charles Marie       | ancien chalutier              | 1968                  | 24,00m   | 5,50m      |                | 200m²              |                                      |                                                                              |
| France      |       | Étoile              | goélette à hunier             | 1932                  | 37,50m   | 7,40m      |                | 450m²              | 1989, 1994, 1999, 2003 et 2008       | Sister-ship de la Belle Poule.                                               |
| France      |       | Étoile du Roy       | trois-mâts carré              | 1996                  | 46,30m   |            |                | 790m²              | 2003, 2008 et 2013                   |                                                                              |
| France      |       | Hosanna             | sloop                         | 1989                  | 14,43m   |            |                |                    |                                      | doute sur sa présence                                                        |
| France      |       | La Recouvrance      | goélette à hunier             | 1991                  | 41,60m   | 6,40m      |                | 430m²              | 1999, 2003                           |                                                                              |
| France      |       | Le Français         | trois-mâts barque             | 1948                  | 46,60m   | 8,50m      |                | 882m²              | 1989, 1994, 1999 et 2003             | Précédemment connu sous le nom de Kaskelot.                                  |
| France      |       | Marité              | trois-mâts goélette           | 1923                  | 44,90m   | 8,00m      |                | 650m²              | 2003, 2013                           |                                                                              |
| Mexique     |       | Cuauhtémoc          | trois-mâts barque             | 1982                  | 90.50m   | 12.00m     |                | 2 368m²            | 1989, 1994, 2003, 2008 et 2013       |                                                                              |
| Pays-Bas    |       | Atlantis            | trois-mâts goélette           | 1906                  | 57.00m   | 7.40m      |                | 742m²              | 1994, 2008, 2013                     |                                                                              |
| Pays-Bas    |       | Eendracht           | goélette à trois mâts         | 1989                  | 58.00m   | 12.30m     |                | 1 033m²            | 1998, 2008                           |                                                                              |
| Pays-Bas    |       | Europa              | goélette à trois mâts         | 1911                  | 56.50m   | 7.50m      |                | 1 250m²            | 1999                                 |                                                                              |
| Pays-Bas    |       | Gulden Leeuw        | goélette à hunier             | 1937                  | 70.00m   | 8.60m      |                | 1 400m²            | 2013                                 |                                                                              |
| Pays-Bas    |       | JR Tolkien          | goélette à hunier             | 1964                  | 41.70m   | 7.80m      |                | 628m²              | 2003, 2008, 2013                     |                                                                              |
| Pays-Bas    |       | Loth Lorien         | trois-mâts goélette           | 1907                  | 48.00m   | 6.00m      |                | 800m²              | 1999, 2003, 2008                     |                                                                              |
| Pays-Bas    |       | Oosterschelde       | goélette à trois mâts         | 1918                  | 50.00m   | 7.50m      |                | 891m²              | 2003                                 |                                                                              |
| Pays-Bas    |       | Thalassa            | trois-mâts goélette           | 1980                  | 50.00m   | 7.50m      |                | 891m²              | 1999, 2003, 2008, 2013               |                                                                              |
| Pays-Bas    |       | Wylde Swan          | goélette à hunier             | 1920                  | 62.00m   | 7.30m      |                | 1 130m²            | 2013                                 |                                                                              |
| Oman        |       | Shabab Oman II      | trois-mâts carré              | 2014                  | 85.80m   | 11.10m     | 52.20m         | 2 630m²            |                                      |                                                                              |
| Pologne     |       | Dar Młodzieży       | trois-mâts carré              | 1981                  | 108.80m  | 14.00m     |                | 3 015m²            | 1989, 1994, 1999, 2003, 2008 et 2013 |                                                                              |
| Pologne     |       | Iskra II            | trois-mâts goélette           | 1937                  | 49.00m   | 8.00m      |                | 1 038m²            | 1994, 1999, 2003 et 2008             |                                                                              |
| Portugal    |       | Santa Maria Manuela | goélette à quatre mâts        | 1937                  | 67.40m   | 9.90m      |                | 1 130m²            | 2003                                 |                                                                              |
| Roumanie    |       | Mircea              | trois-mâts barque             | 1938                  | 82.10m   | 12.00m     |                | 1 748m²            |                                      |                                                                              |
| Russie      |       | Krusenstern         | quatre-mâts barque            | 1926                  | 114.50m  | 14.05m     |                | 3 400m²            | 2013                                 |                                                                              |
| Russie      |       | Mir                 | trois-mâts carré              | 1987                  | 109.20m  | 13.90m     |                | 2 771m²            | 1999, 2003, 2008                     |                                                                              |
| Russie      |       | Sedov               | quatre-mâts barque            | 1921                  | 117.50m  | 14.60m     |                | 4 192m²            | 2013                                 |                                                                              |
| Russie      |       | Shtandart           | frégate                       | 1999                  | 34.50m   | 6.95m      |                | 660m²              | 2013                                 |                                                                              |
| Royaume-Uni |       | Tenacious           | trois-mâts barque             | 2000                  | 65.00m   | 10.60m     |                | 1 251m²            | 2003, 2008                           |                                                                              |

### Navires militaires
| Pays        | Photo | Nom du bateau                     | Typologie                                                                                | Année de construction | Longueur | Remarques         |
| ----------- | ----- | --------------------------------- | ---------------------------------------------------------------------------------------- | --------------------- | -------- | ----------------- |
| Belgique    |       | Godetia (A960)                    | navire de commandement et de soutien logistique de la Composante marine de l'armée belge | 1965                  | 91.30m   |                   |
| Canada      |       | NCSM St. John's (FFH 340)         | frégate des Forces canadiennes                                                           | 1996                  | 134.20m  | Classe Halifax    |
| France      |       | Aramis (A713)                     | patrouilleur de surveillance des sites (PSS)                                             | 1981                  | 32.10m   |                   |
| France      |       | Bretagne (D655)                   | frégate de lutte anti-sous-marine et de défense aérienne                                 | 2018                  | 142.00m  | Programme FREMM   |
| France      |       | Jacques Oudart Fourmentin (DF P1) | patrouilleur de la Garde-Côtes des douanes françaises                                    | 2007                  | 43.30m   |                   |
| France      |       | Pluvier (P678)                    | patrouilleur de Force d'action navale                                                    | 1997                  | 54.00m   | Classe OPV 54     |
| France      |       | Thémis (PM41)                     | patrouilleur des Affaires maritimes                                                      | 2004                  | 52.50m   |                   |
| Maroc       |       | Tarik Ben Ziyad (613)             | frégate multi-fonction de la Marine royale marocaine                                     | 2011                  | 105.11m  | Classe Sigma      |
| Norvège     |       | KNM Glimt (P964)                  | corvette côtière lance-missiles                                                          | 2008                  | 47.00m   | Classe Skjold     |
| Pays-Bas    |       | Makkum (M857)                     | chasseur de mines                                                                        | 1985                  | 51.50m   | Classe Tripartite |
| Pays-Bas    |       | Snellius (A802)                   | navire de surveillance hydrographique                                                    | 2003                  | 75.00m   |                   |
| Pays-Bas    |       | Urk (M861)                        | chasseur de mines                                                                        | 1986                  | 51.50m   | Classe Tripartite |
| Royaume-Uni |       | HMS St Albans (F83)               | frégate anti-sous-marine de la Royal Navy                                                | 2002                  | 133.00m  | Type 23           |

## Bateaux au départ de la Liberty Tall Ships Regatta
La Liberty Tall Ships Regatta 2019 a signé un partenariat avec l’Armada de Rouen. Les Tall Ships' Races sont des courses internationales de voiliers écoles. Elles sont conçues pour encourager l'amitié internationale et la formation des jeunes dans l'art de la navigation à voile. Les voiliers participant seront présents à l’Armada avant de prendre le départ d’une course en mer du Nord.

## Concerts
Les Concerts de la Région, organisés par le conseil régional de Normandie, sont proposés gratuitement tous les soirs pendant l'Armada.
- 7 juin : Girly Sweet Big Bang, Deluxe, annulés pour causes météorologiques.
- 8 juin : Bafang, La Maison Tellier, Hyphen Hyphen, Magic System
- 9 juin : Beach Youth, Jahen Oarsman, Malo', Benabar
- 10 juin : Joad, Les Frangines, Gauvain Sers, Trois Cafés gourmands, Claudio Capéo
- 12 juin : Cannibale, The Goaties, MNNQNS, Feu! Chatterton
- 13 juin : Adrien Legrand, Métro Verlaine, Mes souliers sont rouges, Les Ogres de Barback
- 14 juin : Mantekiya, Little Bob, Calypso Rose, Puerto Candelaria
- 15 juin : Anton and the Clouds, Brook Line, LEJ, Dadju